# غاري كلارك (لاعب غولف)
غاري كلارك (بالإنجليزية: Gary Clark)‏ هو لاعب غولف أمريكي، ولد في 9 أبريل 1971 في لندن في المملكة المتحدة.

## وصلات خارجية
- غاري كلارك على موقع رابطة أوروبا للاعبي الغولف المحترفين (الإنجليزية)